# Fistulaphantes
Fistulaphantes é um gênero de aranhas da família Linyphiidae endêmico da Ásia e descrito em 2006.